# 朱宥丞
朱宥丞（2009年8月6日—），台灣男演員，暱稱「小星星」。2014年在5歲時出演《我的寶貝四千金》飾演大姊黎安晴的兒子，主要作品有2019年《俗女養成記》飾演童年時的角色蔡永森。至今參與多部電視劇、電影。現為茂福傳播旗下藝人。近日被網友們號稱為小楊勇緯。2024年在時代劇《聽海湧》中飾演新海木德。

## 影視作品

### 電視劇
| 上 映 日 期    | 播 出 頻 道      | 片 名                     | 角 色               | 備 註                | 性 質          |
| -------------- | ---------------- | ------------------------- | ------------------- | -------------------- | -------------- |
| 2014年12月8日  | 大愛電視台       | 不能沒有你                | 楊河青              | 幼年時期             |                |
| 2014年12月16日 | 三立都會台       | 我的寶貝四千金            | 孫亦星/小星星/Jerry | 黎安晴兒子           |                |
| 2015年5月12日  | 大愛電視台       | 幸福在我家                | 葉尚蒼              | 童年時期             |                |
| 2015年6月21日  | 大愛電視台       | 月娘                      | 鄭永明(鄭邵陽)      | 童年時期             |                |
| 2015年10月19日 | 大愛電視台       | 萬里桂花香                | 陳萬有              | 童年時期             |                |
| 2016年1月26日  | 大愛電視台       | 人間渡系列畫渡人          | 陳迅暉              | 童年時期             |                |
| 2016年2月21日  | 中視             | 聶小倩                    | 李吉米(李季鳴)      | 6歲                  | 客串(第2、6集) |
| 2016年4月9日   | 公視             | 滾石愛情故事              | 小小大業            | ep6 對面的女孩看過來 |                |
| 2016年7月3日   | 三立都會台       | 狼王子                    | 簡浩維/杜浩維       | 國小生               | 客串(第7集)    |
| 2017年3月13日  | 優酷、土豆網     | 願有人陪你顛沛流離        | 小含                |                      |                |
| 2017年3月15日  | 大愛電視台       | 奔跑吧！阿飛              | 楊燿全              | 幼年時期             |                |
| 2017年4月10日  | 大愛電視台       | 望月                      | 周河磬              |                      |                |
| 2017年6月15日  | 大愛電視台       | 車站人生                  | 陳逸傑              | 童年時期             |                |
| 2017年10月24日 | 三立都會台       | 真情之家                  | 言希                | 童年時期             | 客串           |
| 2018年3月11日  | 大愛電視台       | 黃金大天團                | 施朝翔              | 童年時期             |                |
| 2018年6月18日  | 大愛電視台       | 阿英的成長日記            | 林宗翰              | 童年時期             |                |
| 2018年11月1日  | 大愛電視台       | 幸福遲到了                | 曹祖惠              | 少年時期             |                |
| 2018年11月16日 | 台視             | 種菜女神                  | 米唐                |                      | 主演           |
| 2018年12月23日 | 公視             | 無法辯護                  | 小永                |                      |                |
| 2019年7月19日  | 八大綜合台       | 靈異街11號                | 阿海                | 童年時期             | 客串           |
| 2019年7月27日  | 公視             | 苦力                      | 許阿勇              | 童年時期             | 主演           |
| 2019年8月4日   | 華視             | 俗女養成記                | 蔡永森              | 童年時期             | 主演           |
| 2019年8月28日  | 大愛電視台       | 程哥懺悔路                | 林睿駿              | 童年時期             |                |
| 2019年8月30日  | 台視             | 你那邊怎樣·我這邊OK       | 佑佑                | 張振發兒子           |                |
| 2019年9月14日  | 三立都會台       | 網紅的瘋狂世界            | 游元樂              | 童年時期             | 客串           |
| 2020年2月6日   | 台視             | 四月望雨 第一單元－雨夜花 | 林春生              | 少年時期             |                |
| 2020年2月6日   | 台視             | 四月望雨 第三單元－月夜愁 | 林春生              | 少年時期             |                |
| 2021年5月31日  | 大愛電視台       | 觀音對我笑                | 謝明學              | 童年時期             |                |
| 2021年8月8日   | 華視             | 俗女養成記2               | 蔡永森              | 童年時期             |                |
| 2021年6月23日  | 民視             | 黃金歲月                  | 何勝傑              | 童年時期             | 客串           |
| 2021年11月26日 | Netflix          | 華燈初上                  | 吳子維              | 童年時期             | 客串           |
| 2022年3月30日  | 大愛電視台       | 隨風 隨緣                 | 陳木琳              |                      | 客串           |
| 2022年4月28日  | 台視             | 美麗人生                  | 王力德              | 童年時期             |                |
| 2022年8月8日   | 大愛電視台       | 冬菊，沒問題！            | 阮博煜              | 童年時期             |                |
| 2023年1月14日  | 公視             | 牛車來去                  | 蔡永隆              | 少年時期             |                |
| 2023年5月29日  | 大愛電視台       | 早點回家                  | 林朝枝              | 童年時期             |                |
| 2024年2月24日  | 優酷             | 關於未知的我們            | 魏謙                | 少年時期             |                |
| 2024年2月27日  | 民視無線台       | 商魂                      | 健太郎              | 15歲                 |                |
| 2024年4月15日  | 大愛電視台       | 你準備萌芽了嗎？          | 張永康              | 國中生和新芽班的成員 | 主演           |
| 2024年6月17日  | 台視             | 追分成功                  | 黃軒睿              | 16歲                 | 友情贊助       |
| 2024年8月17日  | 公視             | 聽海湧                    | 新海木德            |                      | 主演           |
| 2024年8月22日  | Netflix          | 正港分局                  | 黃仙                | 少年時期             | 客串           |
| 2024年12月8日  | 公視             | 細漢大仔                  | 李銘                | 國中生               | 主演           |
| 2025年2月2日   | 華視、公視台語台 | 火車來去                  | 黃武雄              | 少年時期             | 聯合主演       |
| 2025年3月24日  | 大愛電視台       | 宇宙的源頭就是愛          | 方宥廷              | 慈中生和棒球隊的成員 | 主演           |
| 2025年6月4日   | 大愛電視台       | 生命的麥田                | 余輝雄              | 少年時期             | 客串(第4集)    |

### 電影

#### 電影長片
| 上 映 日 期    | 片 名      | 導 演          | 角 色  | 備 註                |
| -------------- | ---------- | -------------- | ------ | -------------------- |
| 2015年10月24日 | 結婚禁行曲 | 郭春暉、蘇皇銘 | 陽陽   | 林冰冰的兒子         |
| 2018年8月31日  | 引爆點     | 莊景燊         | 威威   | 阿海與秀雲的兒子     |
| 2020年10月23日 | 親愛的房客 | 鄭有傑         | 楊宗翰 | 王悠宇的同學（客串） |

#### 短片
| 首 播 日 期    | 片 名        | 角 色          | 備註         |
| -------------- | ------------ | -------------- | ------------ |
| 2017年5月26日  | 望月         | 周河磬         | 大愛電視電影 |
| 2019年9月14日  | 阿公的限時批 | 宋小魚         | 華視微電影   |
| 2019年10月20日 | 小洋         | 李明洋（小洋） | 高雄電影節   |

## 外部連結
- 朱宥丞的Facebook專頁
- 朱宥丞的Instagram帳戶